# Бевърли Хилс Чихуахуа
„Бевърли Хилс Чихуахуа“ (на английски: Beverly Hills Chihuahua) е американски игрален филм (семейна комедия) от 2008 година на режисьора Раджа Госнел, по сценарий на Аналиса ЛаБианко и Джеф Бъшел. Музиката е композирана от Хейтър Перейра. Филмът излиза на екран в Австралия от 25 септември 2008 г. и на 3 октомври 2008 г. в САЩ и е разпространен от Walt Disney Pictures.

## Сюжет
Разглезената чихуахуа Клои от Бевърли Хилс се загубва случайно по опасните улици на Мексико. Тя за първи път се озовава сама и трябва да разчита на неочаквани нови приятели, сред които са отраканата немска овчарка Делгадо и влюбчивото кутре Папи, които да ѝ подадат лапа и да ѝ помогнат да намери своята вътрешна сила по време на невероятното им пътешествие до дома.

## Дублаж

### Диема Вижън
| Преводач            | Илияна Велчева                                                                              |
| Тонрежисьор         | Цветомир Цветков                                                                            |
| Режисьор на дублажа | Димитър Кръстев                                                                             |
| Озвучаващи артисти  | Даниела Йорданова Христина Ибришимова Ани Василева Силви Стоицов Камен Асенов Христо Узунов |